# الرماية في الألعاب الأولمبية الصيفية 2016 – بندقية الصيد للسيدات
أقيم حدث بندقية الصيد للسيدات في الألعاب الأولمبية الصيفية 2016 في 7 أغسطس 2016 في المركز الوطني للرماية.

## نظام المنافسة
تكوَّن الحدث من جولتين: جولة التصفيات والنهائي. في جولة التصفيات، أطلقت كل رامية 3 مجموعات من 25 هدفًا في رماية الصيد، بحيث يُرمى 10 أهداف إلى اليسار، و10 إلى اليمين، و5 مباشرة في كل مجموعة. وكان يُسمح للرامية بإطلاق طلقتين على كل هدف.
تأهلت أفضل 6 راميات من جولة التصفيات إلى جولة نصف النهائي. هناك، أطلقن جولة واحدة من 15 هدفًا، حيث يُسمح بإطلاق طلقة واحدة فقط لكل هدف. وتتأهل أفضل لاعبتين في جولة نصف النهائي إلى مباراة الميدالية الذهبية، في حين تتأهل اللاعبتين الثالثة والرابعة إلى مباراة الميدالية البرونزية. وتُعتبر مباراة الميدالية جولة إضافية من 15 هدفًا.
تُكسر التعادلات باستخدام رمية حاسمة؛ حيث تُطلق الطلقات الإضافية واحدة تلو الأخرى حتى يُزال التعادل.
قُدمت الميداليات بواسطة سام رامسامي [الإنجليزية]، عضو اللجنة الأولمبية الدولية من جنوب أفريقيا ومدحت وحدان، عضو شرف ومندوب تقني من الاتحاد الدولي لرياضة الرماية.

## الأرقام القياسية
قبل هذه المسابقة، كانت الأرقام القياسية العالمية والأولمبية كما يلي.
| سجلات التصفيات         | سجلات التصفيات                                  | سجلات التصفيات | سجلات التصفيات                        | سجلات التصفيات            |
| ---------------------- | ----------------------------------------------- | -------------- | ------------------------------------- | ------------------------- |
| الرقم القياسي العالمي  | جيسيكا روسي (ITA) كوري كوجدل [الإنجليزية] (USA) | 75             | لندن، المملكة المتحدة غرناطة، إسبانيا | 4 أغسطس 2012 5 يوليو 2013 |
| الرقم القياسي الأولمبي | جيسيكا روسي (ITA)                               | 75             | لندن، المملكة المتحدة                 | 4 أغسطس 2012              |

## جولة التصفيات
| الترتيب | الرياضية                      | البلد            | 1  | 2  | 3  | إطلاق حاسم | المجموع | ملاحظات |
| ------- | ----------------------------- | ---------------- | -- | -- | -- | ---------- | ------- | ------- |
| 1       | ليتيشا سكانلان [الإنجليزية]   | أستراليا         | 22 | 25 | 23 |            | 70      | Q       |
| 2       | جيسيكا روسي                   | إيطاليا          | 24 | 21 | 24 |            | 69      | Q       |
| 3       | فاتيما جالفيز                 | إسبانيا          | 24 | 22 | 23 |            | 69      | Q       |
| 4       | ناتالي روني                   | نيوزيلندا        | 24 | 23 | 21 |            | 68      | Q       |
| 5       | كوري كوجدل [الإنجليزية]       | الولايات المتحدة | 22 | 23 | 22 |            | 68      | Q       |
| 6       | كاترين سكينر                  | أستراليا         | 22 | 21 | 24 | +2         | 67      | Q       |
| 7       | سينثيا ماير                   | كندا             | 21 | 23 | 23 | +1         | 67      |         |
| 8       | ماريا دميتريينكو [الإنجليزية] | كازاخستان        | 24 | 20 | 22 |            | 66      |         |
| 9       | غابي أهرينس                   | ناميبيا          | 23 | 22 | 21 |            | 66      |         |
| 10      | ساتو ماكلا نوميلا             | فنلندا           | 22 | 24 | 20 |            | 66      |         |
| 11      | إيكاترينا رابايا [الإنجليزية] | روسيا            | 22 | 20 | 23 |            | 65      |         |
| 12      | باك يونغ-هي [الإنجليزية]      | كوريا الشمالية   | 23 | 20 | 22 |            | 65      |         |
| 13      | أريانا بيريللي [الإنجليزية]   | سان مارينو       | 21 | 23 | 21 |            | 65      |         |
| 14      | راي باسيل                     | لبنان            | 23 | 22 | 20 |            | 65      |         |
| 15      | تشن فانغ                      | الصين            | 23 | 21 | 20 |            | 64      |         |
| 16      | أليسندرا بيريللي [الإنجليزية] | سان مارينو       | 22 | 22 | 19 |            | 63      |         |
| 17      | Lin Yi-chun                   | تايبيه الصينية   | 22 | 20 | 20 |            | 62      |         |
| 18      | تاتيانا بارسوك [الإنجليزية]   | روسيا            | 21 | 22 | 19 |            | 62      |         |
| 19      | جانا بيكمان [الإنجليزية]      | ألمانيا          | 20 | 20 | 21 |            | 61      |         |
| 20      | يوكي ناكاياما                 | اليابان          | 19 | 22 | 20 |            | 61      |         |
| 21      | جانيس تيكسيرا                 | البرازيل         | 22 | 21 | 17 |            | 60      |         |

## نصف النهائي
| الترتيب | الرياضية                    | البلد            | المجموع | إطلاق حاسم | ملاحظات                    |
| ------- | --------------------------- | ---------------- | ------- | ---------- | -------------------------- |
| 1       | كاترين سكينر                | أستراليا         | 14      |            | مباراة الميدالية الذهبية   |
| 2       | ناتالي روني                 | نيوزيلندا        | 13      | +1         | مباراة الميدالية الذهبية   |
| 3       | كوري كوجدل [الإنجليزية]     | الولايات المتحدة | 13      | +0         | مباراة الميدالية البرونزية |
| 4       | فاتيما جالفيز               | إسبانيا          | 12      |            | مباراة الميدالية البرونزية |
| 5       | ليتيشا سكانلان [الإنجليزية] | أستراليا         | 10      |            |                            |
| 6       | جيسيكا روسي                 | إيطاليا          | 10      |            |                            |

## النهائي (مباريات الميداليات)
| الترتيب | الرياضية                | البلد            | المجموع | إطلاق حاسم | ملاحظات |
| ------- | ----------------------- | ---------------- | ------- | ---------- | ------- |
| الأول   | كاترين سكينر            | أستراليا         | 12      |            |         |
| الثاني  | ناتالي روني             | نيوزيلندا        | 11      |            |         |
| الثالث  | كوري كوجدل [الإنجليزية] | الولايات المتحدة | 13      | +1         |         |
| 4       | فاتيما جالفيز           | إسبانيا          | 13      | +0         |         |